# Mohamed Belmahi
 (février 2024).
L'article doit être relu — et modifié si nécessaire — par des contributeurs indépendants pour apporter un regard critique aux contributions effectuées en violation des conditions d'utilisation de Wikipédia, tant sur la forme (notamment concernant le style encyclopédique, la proportionnalité) que sur le fond (la neutralité de point de vue, la qualité et l'indépendance des sources).
Mohamed Belmahi, né en 1953 à Meknès, est un avocat et dirigeant sportif marocain. Ancien président de la Confédération Africaine de Taekwondo (2005 -2006), il a été élu, en mars 2008, président de la Fédération royale marocaine de cyclisme avant d’être élu membre du Comité directeur de l’Union Cycliste Internationale.

## Biographie
En 2010, il a été élu 1er vice-président du Barreau pénal international (BPI) et réélu en 2012,,.
En 2011, Belmahi , en étant coordinateur du Collectif des Fédérations Sportives Marocaines , a proposé la constitutionnalité du sport au Maroc à la Commission de la Révision de la Constitution et a réussi à faire ériger le sport en tant que Droit Constitutionnel,.
En juin 2013, Belmahi a été élu représentant de la Confédération Africaine de Cyclisme au sein de l’Union Internationale du Cyclisme,.

## Divers
Belmahi est auteur de plusieurs publications sur le domaine du cyclisme[source secondaire nécessaire].